# Rákospatak (település)
Rákospatak (Горбки) település Ukrajnában, Kárpátalján, a Beregszászi járásban.

## Fekvése
Nagyszőlőstől keletre, 9 km-rel, a Tisza bal partján fekvő település.

## Története
1910-ben 360 lakosából 17 magyar, 343 ruszin volt. Ebből 349 görögkatolikus, 11 izraelita volt.
A trianoni békeszerződés előtt Ugocsa vármegye Tiszántúli járásához tartozott.
Rákospataknak a 2001 évi népszámlálás adatai szerint 615 lakosa volt.
A település Közigazgatásilag Királyházához tartozik.